# Evropský rybářský fond
Evropský námořní, rybářský a akvakulturní fond (European Maritime, Fisheries and Aquaculture Fund) je fondem Evropského společenství, který byl založen roku 2006 a jehož prostřednicím je realizována společná rybářská politika členských států ES.
Z Evropského rybářského fondu jsou poskytovány platby, jejichž hlavním cílem je podpora společné rybářské politiky tak, aby bylo zajištěno využívání živých vodních zdrojů, a podpora akvakultury zabezpečující udržitelnost z hospodářského, environmentálního a sociálního hlediska.